# Lisa Sauermann
Lisa Sauermann, née le 25 septembre 1992 à Dresde, est une mathématicienne allemande.

## Biographie
Sauermann étudie au Martin-Andersen-Nexö-Gymnasium (en) de Dresde, un lycée aux mathématiques renforcées. Au cours de ses années d'école, elle participe cinq fois aux Olympiades internationales de mathématiques, gagnant quatre médailles d'or ainsi qu'une médaille d'argent. Elle y participe pour la première fois à l'âge de 14 ans. Aux Olympiades de 2009 à Brême, elle fait partie des trois participants à résoudre le fameux « problème de sauterelle ». Deux ans plus tard, aux Olympiades de 2011 à Amsterdam, elle est la seule parmi les 563 participants venant de 101 pays à obtenir le score parfait. Elle occupe actuellement le troisième rang dans le temple de la renommée des Olympiades, étant ainsi la seule femme dans les vingt premiers rangs. Son succès est rapporté par plusieurs médias allemands,,, et mondiaux,,. En outre, durant sa dernière année du lycée, elle remporte le prix Franz Ludwig Gehe pour son travail « Forêts avec hypergraphes » dans lequel elle présente un nouveau théorème de mathématiques ; cette récompense, comprend un voyage à l'Académie royale des sciences de Suède à Stockholm, y compris une visite au musée Nobel.
Après le lycée, Sauermann étudie les mathématiques à l'université de Bonn entre 2011 et 2014. À partir de 2014, elle est doctorante sous la supervision de Jacob Fox à l'université Stanford, où elle obtient un prix de meilleur assistant de l'enseignement et elle obtient une bourse d'études de l'université. 
Son thème de recherche principal est la combinatoire extrémale qui combine des techniques de combinatoire, d'algèbre et de théorie des probabilités. En 2017, elle présente une démonstration d'une conjecture de théorie des graphes d'Erdős, Faudree, Rousseau, et Schelp (en). Depuis automne 2019 elle est Szegő Assistant Professor dans le Department of Mathematics le l’université Stanford . Elle a soutenu son Ph. D. au printemps 2019 sous la direction de Jacob Fox avec une thèse intitulée « Modern Methods in Extremal Combinatorics ». 

## Prix et distinctions
- 2007-2011 : Quatre médailles d'or et une médaille d'argent aux Olympiades internationales de mathématiques
- 2011 : Prix Franz Ludwig Gehe
- 2017 : Stanford DARE Doctoral Fellowship
- 2017 : Stanford Centennial Teaching Assistant Award
- 2020 : Prix de thèse de l'Association for Women in Mathematics[20]
- 2021 : Prix européen de combinatoire[21]

## Publications
- Matthew Kwan, Lisa Sauermann et Yufei Zhao, « Extension complexity of low-dimensional polytopes », submitted,‎ 2020 (arXiv 2006.08836)

- (en) Lisa Sauermann, « A proof of a conjecture of Erdős, Faudree, Rousseau and Schelp on subgraphs of minimum degree k », J. Comb. Theory, Ser. B, vol. 134,‎ 2019, p. 36-75 (DOI 10.1016/j.jctb.2018.05.002arxiv=1705.09979).

- Jacob Fox et Lisa Sauermann, « Erdős-Ginzburg-Ziv constants by avoiding three-term arithmetic progressions », The Electronic Journal of Combinatorics, vol. 25, no 2,‎ 2018, #P2.14

- Lisa Sauermann, « On the μ-admissible set in the extended affine Weyl groups of E6 and E7 », Journal of Algebra, vol. 451,‎ 2016, p. 526–543 (DOI 10.1016/j.jalgebra.2015.11.047)

- Christian Reiher et Lisa Sauermann, « Nash-Williams' Theorem on Decomposing Graphs into Forests », Mathematika, vol. 60, no 1,‎ 2014, p. 32–36 (DOI 10.1112/S0025579313000119)